# San Lorenzo, Peñamiller
San Lorenzo är en ort i Mexiko.   Den ligger i kommunen Peñamiller och delstaten Querétaro Arteaga, i den centrala delen av landet, 190 km norr om huvudstaden Mexico City. San Lorenzo ligger 1 300 meter över havet och antalet invånare är 317.
Terrängen runt San Lorenzo är huvudsakligen kuperad, men den allra närmaste omgivningen är platt. San Lorenzo ligger nere i en dal. Runt San Lorenzo är det ganska glesbefolkat, med 38 invånare per kvadratkilometer. Närmaste större samhälle är Pinal de Amoles, 18,3 km nordost om San Lorenzo. Trakten runt San Lorenzo består i huvudsak av gräsmarker.